# Trembleya pithyoides
Trembleya pithyoides är en tvåhjärtbladig växtart som beskrevs av Adelbert von Chamisso. Trembleya pithyoides ingår i släktet Trembleya och familjen Melastomataceae. Inga underarter finns listade i Catalogue of Life.